# Nora Griffith
Nora Macdonald Griffith (7 de diciembre de 1870-21 de octubre de 1937) fue una egiptóloga, arqueóloga, ilustradora y restauradora escocesa. A la muerte de su marido, el egiptólogo Francis Llewellyn Griffith, fundó y dotó de fondos y recursos al Griffith Institute de la Universidad de Oxford, con sus colecciones personales.

## Biografía
Nacida como Nora Christina Cobban Macdonald en Newmachar cerca de Aberdeen en 1870, era hija del cirujano jefe James Macdonald (1828–1906) de Aberdeen y Margaret Helen Leslie née Collie (1841-1876) y hermana de Sir James Ronald Leslie Macdonald (1862-1927), ingeniero escocés, explorador y cartógrafo del ejército británico . Visitó Egipto en 1906, tras su viaje trabajó como conservadora en el Museo de Arqueología del King's College en Aberdeen. Mientras se interesaba por la egiptología, estudió bajo la maestría del eminente egiptólogo británico Francis Llewellyn Griffith en la Universidad de Oxford. En 1909 se casa con Griffith y colabora con él en sus estudios y excavaciones en Egipto y Nubia en 1910–13, 1923, 1929 y 1930. Fotógrafa e ilustradora experta, era muy inteligente y tenía un don para los idiomas antiguos y modernos. Si bien publicó varios artículos en revistas académicas, a menudo ha sido olvidad en los registros de egiptología. En 1923 publicó su artículo 'Akhenaton y los hititas' en The Journal of Egyptian Archaeology .
En 1934, a pesar de la muerte de su marido, prepara un trabajo (inacabado) que se compone de dos volúmenes llamados Demotic Graffiti in the Dodecaschoenus, que cuenta con 70 ilustraciones además de las fotografías tomadas por ella misma. Sigue organizando y financiando más excavaciones en Firka y Kawa en Sudán y apoya económicamente a la Sociedad de Exploración de Egipto. Decide ampliar su biblioteca de egiptología, que compartía con su marido, para finalmente donarla a la Universidad de Oxford. El 21 de enero de 1939 se abre el Instituto Griffith en Oxford, con los ahorros legados por su marido en su testamento y los suyos propios. El Instituto Griffith es una institución con sede en el Ala Griffith de la Biblioteca Sackler y forma parte de la Facultad de Estudios Orientales, concretamente, se ocupa de fomentar el avance en estudios sobre Egiptología y Estudios Orientales Antiguos.
Nora Macdonald Griffith murió en el Acland Home de Oxford a causa de una peritonitis tras una apendicectomía en 1937, a sus 66 años. Se encuentra enterrada, junto a su marido, en el Cementerio de Holywell en Oxford.

## Legado
Además de su dotación al Instituto Griffith en Oxford, en 2017 el Ayuntamiento de Aberdeen aprobó la construcción de una placa azul para honrarla como "egiptóloga destacada". Esto se dio a conocer en noviembre de 2018 y se encuentra localizada en el Kings College Quad de Aberdeen.